# Heterogomphus
Heterogomphus (Burmeister, 1847) è un genere di coleotteri appartenenti alla famiglia degli Scarabeidi (sottofamiglia Dynastinae).

## Descrizione

### Adulto

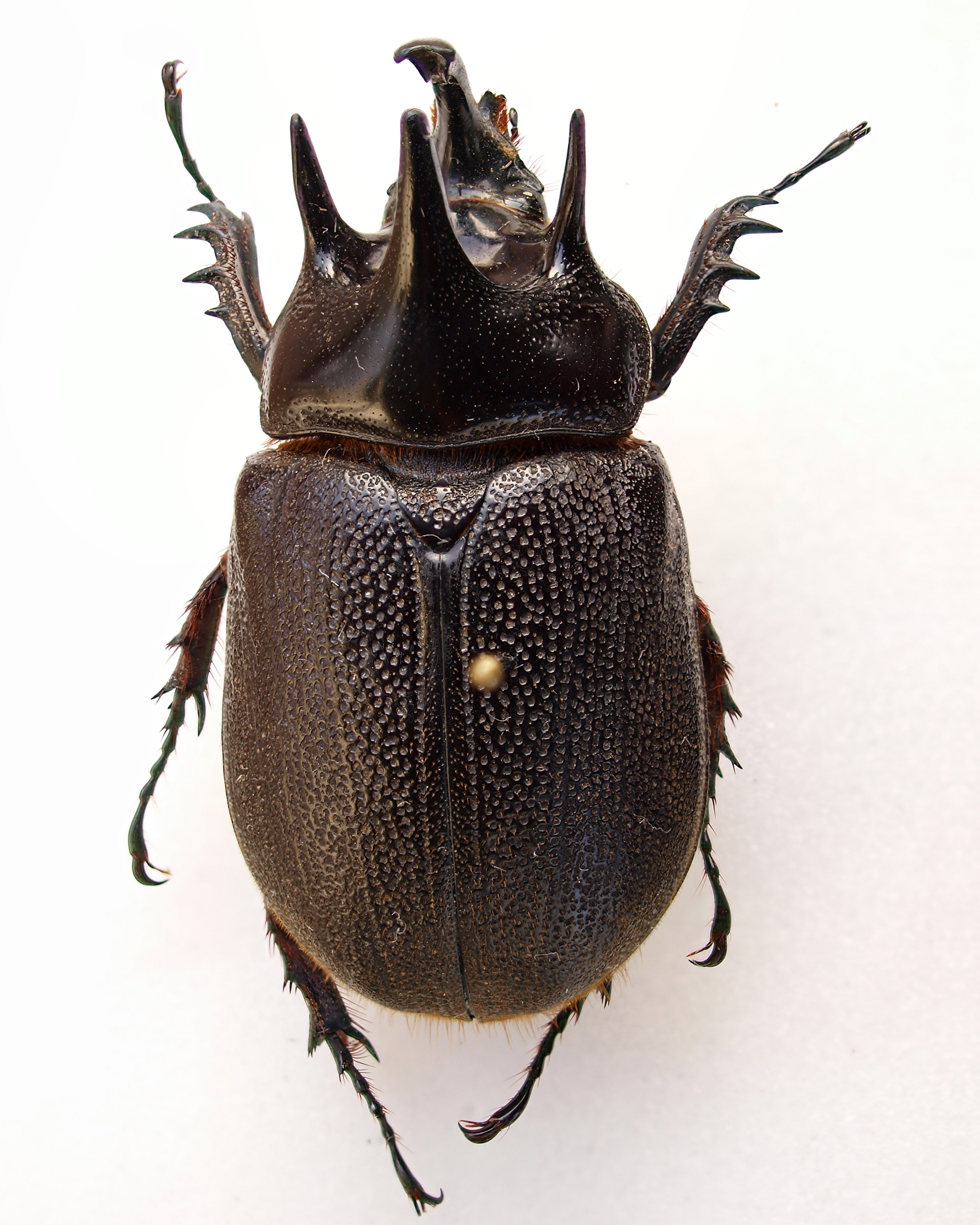
Heterogomphus mniszechi

Questi coleotteri si presentano come insetti di grandi dimensioni, dal corpo tarchiato e robusto. I maschi possono presentare due principali forme diverse di corna: tre corna toraciche (uno centrale superiore e due laterali inferiori) e uno cefalico, nelle specie appartenenti al sottogenere Daemonoplus, mentre i maschi di quelle appartenenti al sottogenere Heterogomphus sono caratterizzati da una protuberanza sul pronoto ed un corno cefalico. Le femmine non presentano corna e possono essere confuse con quelle di alcune specie di Golofa.

### Larva
Le larve non sono mai state descritte ma verosimilmente sono simili a quelle degli altri Oryctini.

## Biologia
La biologia di questi scarabeidi è poco nota, nonostante si possano incontrare facilmente numerosi esemplari. È risaputo che gli adulti sono di abitudini serali e notturne, ma le larve non sono mai state osservate. Tuttavia si ipotizza che esse compiano il loro processo di sviluppo nel terreno, nutrendosi di legno e materia vegetale in decomposizione.

## Distribuzione
Il genere Hetergomphus è distribuito in un areale che occupa l'America centrale e meridionale.

## Tassonomia
Il genere racchiude le seguenti specie:
- Heterogomphus achilles
- Heterogomphus aequatorius
- Heterogomphus aidoneus
- Heterogomphus amphitryon
- Heterogomphus arrowi
- Heterogomphus bicuspis
- Heterogomphus binodosus
- Heterogomphus bispinosus
- Heterogomphus bourcieri
- Heterogomphus carayoni
- Heterogomphus castaneus
- Heterogomphus chevrolati
- Heterogomphus consanguineus
- Heterogomphus consors
- Heterogomphus coriaceus
- Heterogomphus cribricollis
- Heterogomphus curvicornis
- Heterogomphus dejeani
- Heterogomphus dilaticollis
- Heterogomphus effeminatus
- Heterogomphus flohri
- Heterogomphus hiekei
- Heterogomphus hirticollis
- Heterogomphus hirtus
- Heterogomphus hopei
- Heterogomphus inarmatus
- Heterogomphus incornutus
- Heterogomphus julus
- Heterogomphus laticollis
- Heterogomphus mirabilis
- Heterogomphus mniszechi
- Heterogomphus monotuberculatus
- Heterogomphus onorei
- Heterogomphus orsilochus
- Heterogomphus pauson
- Heterogomphus peruanus
- Heterogomphus pilosus
- Heterogomphus porioni
- Heterogomphus rubripennis
- Heterogomphus rugicollis
- Heterogomphus rugosus
- Heterogomphus schoenherri
- Heterogomphus telamon
- Heterogomphus thoas
- Heterogomphus ulysses